# Auguste Donny
Joseph Augustin "Auguste" Donny va ser un regatista francès, que va competir a cavall del segle xix i el segle xx. El 1900 va prendre part en els Jocs Olímpics de París on participà en diferents proves del programa de vela. Guanyà una medalla de bronze en la segona cursa de la categoria de 2 a 3 tones. En la primera cursa d'aquesta mateixa modalitat havia finalitzat en quarta posició, mentre la cursa de la classe oberta no la pogué finalitzar.